# Ла Мусара
Ла Мусара (ісп. La Musara, «кат. La Mussara») — старовинне поселення в муніципалітеті Білаплана, у каталонській комарці Баш Камп, що в провінції Тарраґона. З 1959 року є покинутим, тобто без жителів.

## Історія

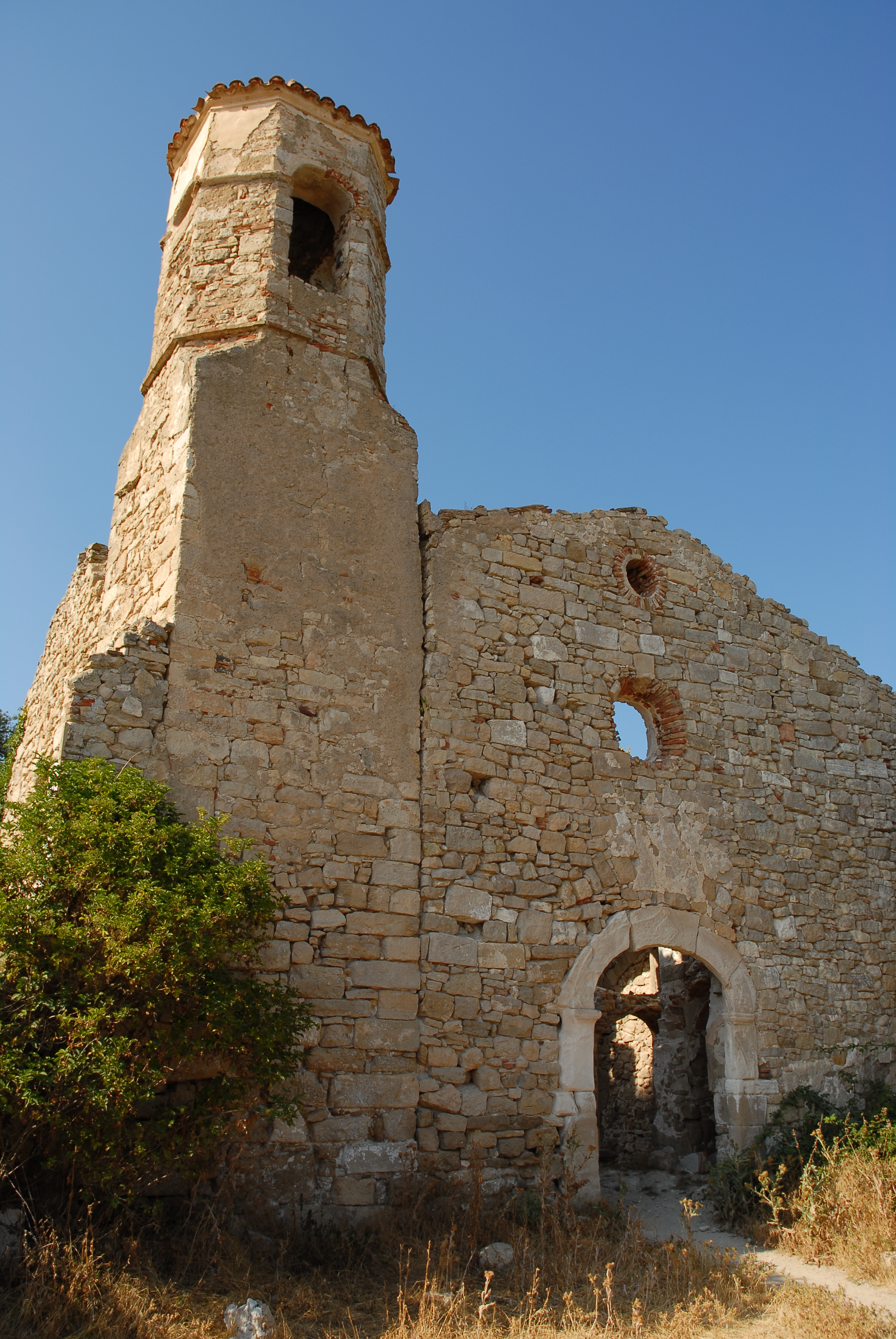
Церква Святого Сальвадора.

Документи 1173 року стверджують, що в ті часи тут вже жили люди. Церква селища Мусара згадується в папській буллі Целестином III у 1194 році. Місцевий храм вважався приходом, поки в 1534 році він не перейшов під юрисдикцію Віллап'яни.
Ла Мусара було частиною графства де Прадес від часу його заснування.
Нині в селищі є вісім зруйнованих будівель. Єдина ціла будівля в Ла Мусарі — стара церква Сан-Сальвадор з дзвіницею, побудованою 1859 року в готичному стилі. Всередині церкви збереглось зображення Virgen del Patrocinio чотирнадцятого століття, задля збереження цього зображення його було перенесено до музею міста Реус.
Жителів селища іноді називали жабами через те, що під час дощу вода збиралась у природному резервуарі, з якого всі пили воду, а також використовували її для напування тварин, яких тримали в цих місцях. 